# Solo 2.0
Solo 2.0  è il primo album in studio del cantautore italiano Marco Mengoni, pubblicato il 27 settembre 2011 dalla Sony Music.
Presentato ufficialmente da Mengoni il 26 settembre 2011 a Milano, l'album è stato reso disponibile in streaming gratuito sul sito di MTV per tutta la settimana antecedente alla sua pubblicazione.

## Descrizione
Il disco è stato anticipato dal singolo Solo (Vuelta al ruedo), in rotazione radiofonica dal 2 settembre 2011 e successivamente promosso dal secondo estratto, Tanto il resto cambia, in rotazione radiofonica dal 21 ottobre 2011.
L'album è composto da 12 tracce legate tra loro dal tema della solitudine. Marco Mengoni è coautore di tutti brani scritte da Piero, Massimo e Stefano Calabrese e Stella Fabiani, fatta eccezione per il testo Un finale diverso, scritto da Neffa e Mangialanima, frutto della collaborazione tra lo scozzese Paolo Nutini (che si firma con lo pseudonimo Glen Byrne) ed il cantautore italiano Dente; quest'ultimo si è occupato della traduzione in italiano del brano. Altre collaborazioni sono rappresentate dalle canzoni Searching e Tonight, i cui testi inglesi, sono scritti da Eric James Daniel. Al brano Mangialanima dà il suo contributo anche il violinista Davide Rossi, già musicista al fianco dei Coldplay che ne cura gli arrangiamenti.
La bonus track disponibile solo attraverso l'iTunes Store ed intitolata Un gioco sporco, vede la partecipazione vocale a cappella del gruppo dei Cluster. La versione pubblicata su CD invece contiene una traccia fantasma udibile dopo la 12ª traccia di cui non è stato rivelato il titolo.

## Tracce
Testi di Marco Mengoni, Piero Calabrese e Stella Fabiani (eccetto dove indicato), musiche di Marco Mengoni, Piero Calabrese, Massimo Calabrese, Stella Fabiani e Stefano Calabrese.
1. Solo (Vuelta al ruedo) – 4:26
2. Un gioco sporco – 3:50
3. Tanto il resto cambia – 3:58
4. Searching – 3:29 (testo: Marco Mengoni, Piero Calabrese, Eric James Daniel, Stella Fabiani) – accreditato in SIAE come Searching 1
5. Uranio 22 – 3:23
6. Come ti senti – 3:51
7. L'equilibrista – 4:10
8. Mangialanima – 3:38 (Glen Byrne, Jim Duguid, John Frederik Fortis) – adattamento italiano di Dente; accreditato in SIAE come Make You Mine
9. Un finale diverso – 3:30 (testo: Neffa)
10. Tonight – 2:52 (testo: Eric James Daniel)
11. Dall'inferno – 4:01
12. Solo (Bolero) – 5:43 – nella versione in CD è possibile ascoltare una traccia fantasma senza titolo

Traccia bonus nella versione di iTunes
1. Marco Mengoni & Cluster – Un gioco sporco (A cappella) – 3:52

## Formazione

### Musicisti
- Marco Mengoni – voce
- Stefano Calabrese – chitarra, programmazione, elettronica aggiuntiva
- Peter Cornacchia – chitarra
- Massimo Calabrese – basso, percussioni
- Giovanni Pallotti – basso
- Piero Calabrese – pianoforte, pianoforte elettrico, tastiera, programmazione
- Davide Sollazzi – batteria, percussioni, loop aggiuntivi
- Andrea Secchi – programmazione, elettronica aggiuntiva
- Mattia "Demian" Davide Amico – elettronica aggiuntiva
- Davide Rossi, Fabio Gurian – composizione strumenti ad arco
- Coro Free Trumpet – coro e voci aggiuntive
- Coro Matite colorate, diretto da Germano Neri – coro (traccia 5)
- Cluster – voci (traccia 13)

### Produzione
- Antonio Baglio – montaggio
- Andrea Secchi – registrazione
- Piero Bernardini – assistente al missaggio
- Massimo Calabrese – consulenza artistica, ottimizzazione
- Stefano Calabrese – arrangiamento, registrazione
- Piero Calabrese – produzione artistica, arrangiamenti
- Stella Fabiani – produzione artistica, ottimizzazione, album concept
- Celeste Frigo – registrazione, missaggio
- Brian Gardner – mastering
- Marco Mengoni – arrangiamenti, album concept
- Davide Palmiosto – assistente tecnico del suono
- Davide Patrignani – tecnico del suono
- Silvia Villevieille Bideri – produzione esecutiva

## Successo commerciale
Il disco è entrato direttamente al primo posto della classifica italiana degli album. Il 28 dicembre 2011, Solo 2.0 viene certificato disco d'oro per aver venduto oltre 30 000 copie.
Solo 2.0 è risultato essere il 47º album più venduto in Italia nel 2011 secondo la classifica di fine anno stilata dalla FIMI.

## Classifiche

### Classifiche settimanali
| Classifica (2011) | Posizione massima |
| ----------------- | ----------------- |
| Italia            | 1                 |

### Classifiche di fine anno
| Classifica (2011) | Posizione |
| ----------------- | --------- |
| Italia            | 47        |